# Palmstad
Palmstad is een buurtschap in de gemeente Utrechtse Heuvelrug, in de Nederlandse provincie Utrecht.
Palmstad ligt nabij Doorn en maakte tot 1 januari 2006 deel uit van de gemeente Doorn, die toen in de Utrechtse Heuvelrug opging. De buurtschap ontstond in een periode, 1915-1940, dat er behoefte was om Doorn uit te breiden maar wel los van de eigenlijke dorpskern. Dit gebeurde aan de Driebergsestraatweg. Er werd een aantal kleine wijken gebouwd, die vanzelf groeiden tot een soort van eigen buurtjes. In 1919 werd door de woningbouwvereniging "Patrimonium" de grootste wijk gerealiseerd. Patrimonium had de toestemming gekregen om op het gebied tussen de Leeuwenburgerlaan en de Moersbergselaan twintig arbeiderswoningen te bouwen. De buurt kreeg de naam "Palmstad".
De structuur van de buurt is eenvoudig te noemen. Ze kent een rechte bebouwingsas met aan weerszijden woningen. Deze as komt uit op een halfcirkelvormig plein dat aansluit op de Oude Rijksstraatweg. Zowel de huizen als het bouwkundig plan van de wijk werden ontworpen door de architect H. van der Schaar Lz, uit Amsterdam. Twaalf van de twintig woningen werden in 1943 door brand verwoest. Net na de Tweede Wereldoorlog werden er op die open plekken nieuwe woningen gebouwd.

## Fotogalerij

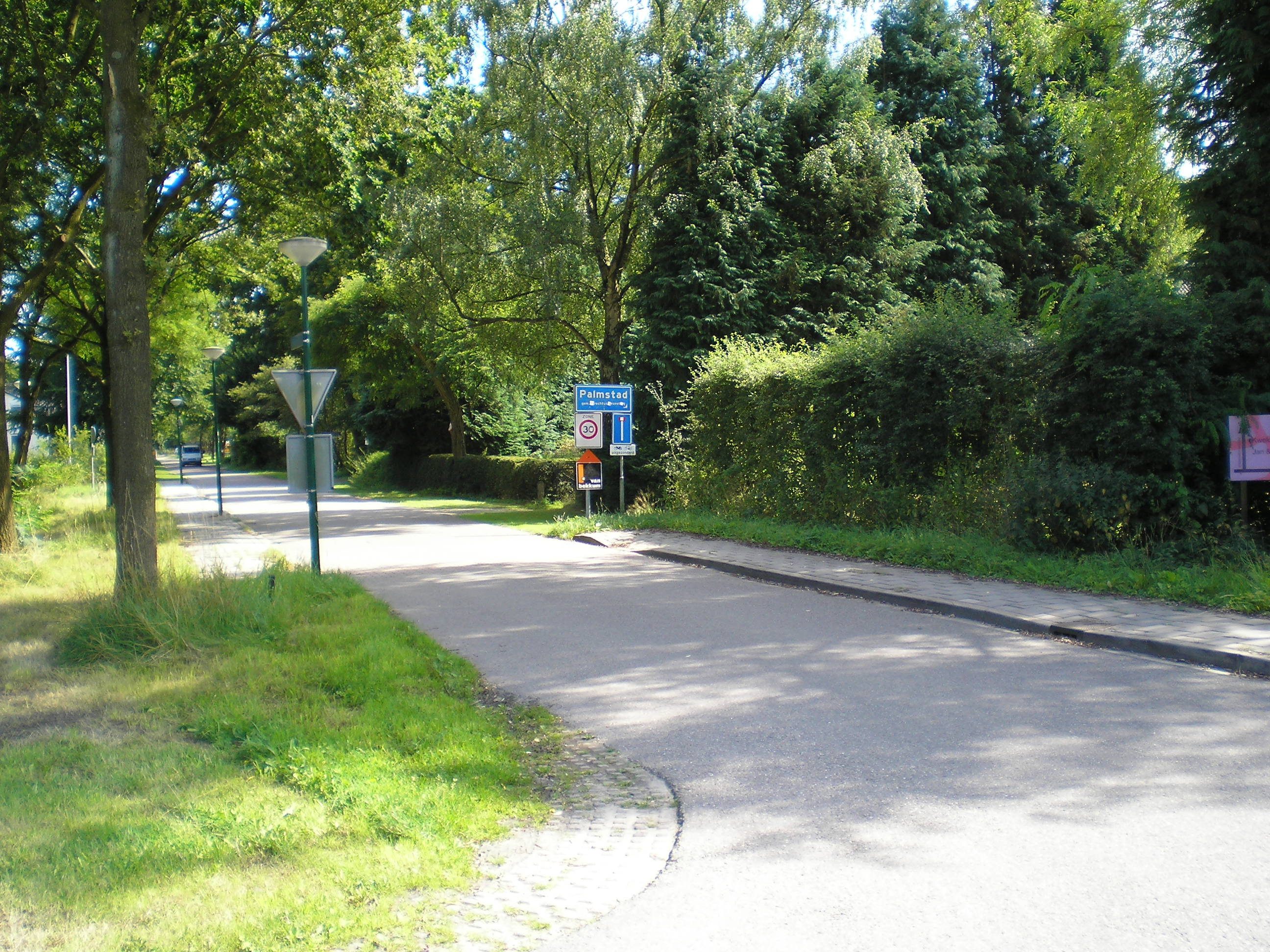
Palmstad in de Utrechtse Heuvelrug

Dorpen: Amerongen · Doorn · Driebergen-Rijsenburg · Leersum · Maarn · Maarsbergen · Overberg

Buurtschappen: Beerschoten · Boswijk · Breedeveen · Darthuizen · De Groep (deels) · Haagje · Haspel · Oud Rijsenburg · Palmstad · Sterkenburg · Valkenheide

Provincie Utrecht · Plaatsen in de provincie